# James Pettit

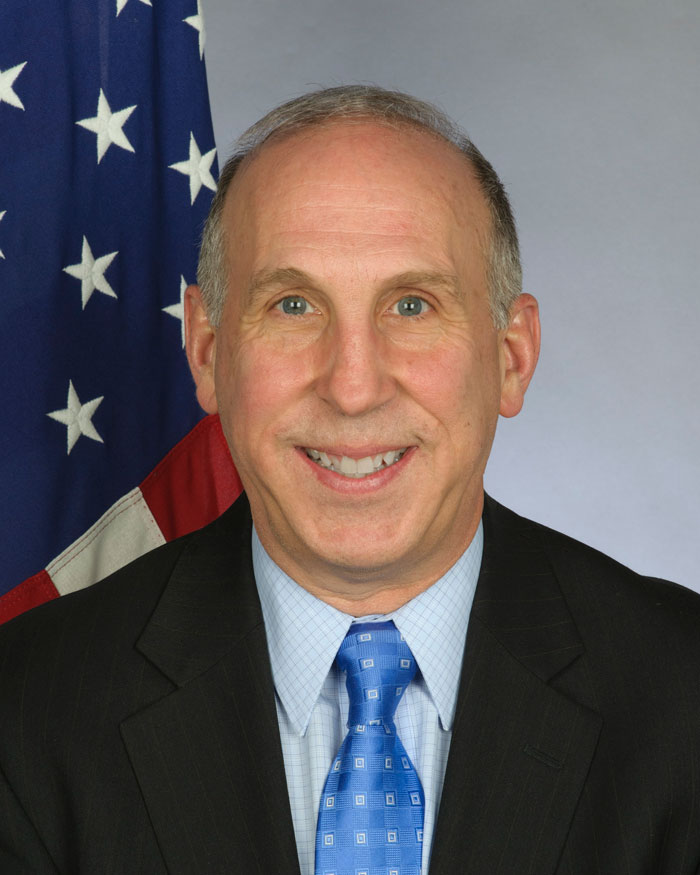
James Pettit

James D. Pettit (* 1956) ist ein US-amerikanischer Diplomat und von 2015 bis 2018 Botschafter in der Republik Moldau.

## Leben
Pettit erhielt 1978 einen Bachelor von der Iowa State University und 1995 einen Master vom National War College. Bevor er dem United States Foreign Service beitrat, arbeitete er für eine Bank in Washington, D. C. Seine ersten Auslandsposten waren Mexiko (1981–1983), Russland (1983–1985) und Taiwan (1986–1988). Darauf wirkte er als Desk Officer in Washington bis 1990 im Office of Cuban Affairs und von 1990 bis 1992 im Office of Taiwan Coordination. Zurück in Russland war er von 1992 bis 1994 Deputy Consul General, worauf er von 1995 bis 1997 das Washington Processing Center des Bureau of Population, Refugees and Migration und von 1997 bis 1999 das Office of Post Liaison/Visa Office leitete. In der Botschaft in Österreich fungierte er von 1999 bis 2003 und in der Botschaft in Russland von 2003 bis 2007 als Consul General. Den Posten des stellvertretenden Botschafters der Vereinigten Staaten in der Ukraine, worauf er stellvertretender Leiter des Bureau of Consular Affairs wurde. 2014 ernannte ihn der Präsident Barack Obama zum Botschafter der Vereinigten Staaten, welchen Posten er Anfang 2015 antrat. 2018 wurde er abberufen.
Er ist mit Nancy Pettit (* 1953), die ebenfalls Mitglied des United States Foreign Service ist und von 2015 bis 2019 Botschafterin in Litauen war, verheiratet und hat zwei Kinder.